# Ali Radi al-Haidari
Ali Radi al-Haidari, var guvernör av Iraks huvudstad Bagdad. Han mördades den 4 januari 2005.
I september 2004 lyckades han undkomma ett liknande avrättningsförsök.